# Slaget vid Legnano
För Verdis opera, se La battaglia di Legnano.
Slaget vid Legnano var ett slag 29 maj 1176 mellan Fredrik Barbarossa och kejserliga armén på ena sidan och Lombardiska statsförbundet på andra sidan.
År 1176 låg Fredrik Barbarossa i fält i Italien i ett försök att underkuva påven och de Lombardiska stadsstaterna. Han red söderut från Como till Pavia med en styrka på över 3 000 tyska ryttare när han gensköts av milanesarna och deras bundsförvanter i det Lombardiska stadsförbundet. De milanesiska trupperna var en medborgarhär där de rikare medborgarna tjänstgjorde som kavalleri och de mindre bemedlade utgjorde infanteri. 
Medborgarkavalleriet var mindre vältränat än sina kejserliga motståndare, men de milanesiska fotsoldaterna var ytterst disciplinerade och motiverade. Utan fotsoldater var Fredrik i ett hopplöst numerärt underläge, men förkastade råd att undvika strid, då han ansåg det ovärdigt "hans kejserliga majestät att fly".
Till en början triumferade det tyska rytteriet. De svepte undan lombarderna beridna förtrupp och gjorde sedan en förkrossande chock mot det lombardiska kavalleriets huvudstyrka så att dessa tvingades fly. Detta blottade det lombardiska infanteriet för en kavallerichock. Fotsoldaterna stod grupperade runt en "carroccio", en stor fanförsedd vagn där det stod präster. Vagnen fungerade som en helig samlingspunkt som trupperna till varje pris skulle försvara. Männen som bildade sköldmur runt vagnen lyckade motstå flera attacker från det kejserliga kavalleriet. Fredrik Barbarossa själv förlorade sin häst och försvann ur sikte, just som det lombardiska kavalleriet, som under tiden omgrupperat sig och gjort sig redo för en ny attack. Den kejserliga armén skingrades och flydde, och Barbarossas lans och sköld, jämte det kejserliga baneret föll i fiendens händer. 
En tid efter slaget trodde man att Fredrik Barbarossa stupat, men tre dagar efteråt dök han upp välbehållen i Pavia.